# Coulonvillers
Coulonvillers és un municipi francès situat al departament del Somme i a la regió dels Alts de França. L'any 2007 tenia 240 habitants.

## Demografia

### Població
El 2007 la població de fet de Coulonvillers era de 240 persones. Hi havia 78 famílies de les quals 16 eren unipersonals (16 dones vivint soles i 16 dones vivint soles), 23 parelles sense fills, 31 parelles amb fills i 8 famílies monoparentals amb fills.
La població ha evolucionat segons el següent gràfic:
Habitants censats

### Habitatges

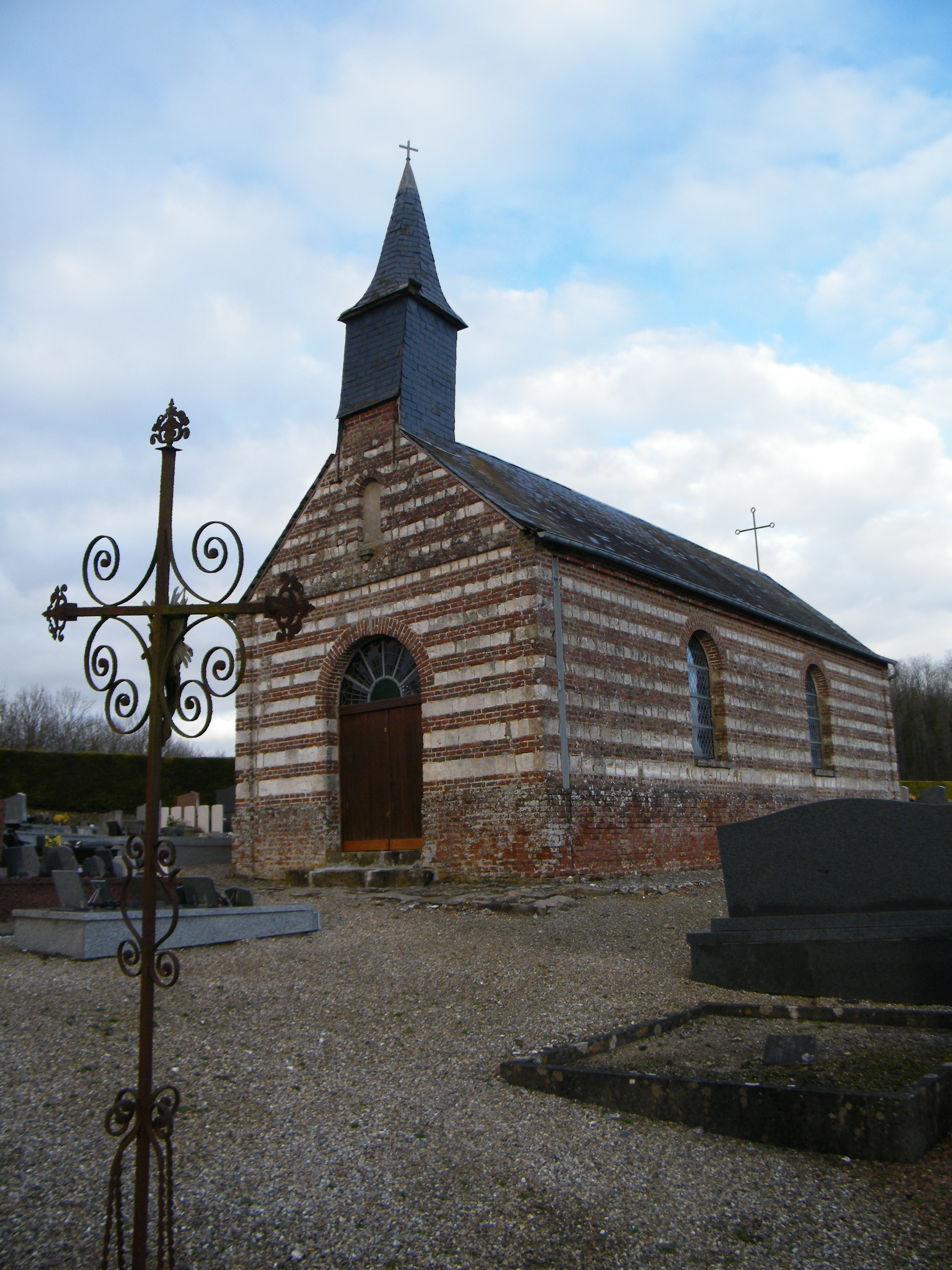
Capella

El 2007 hi havia 89 habitatges, 82 eren l'habitatge principal de la família, 4 eren segones residències i 4 estaven desocupats. Tots els 89 habitatges eren cases. Dels 82 habitatges principals, 59 estaven ocupats pels seus propietaris, 22 estaven llogats i ocupats pels llogaters i 1 estava cedit a títol gratuït; 3 tenien dues cambres, 11 en tenien tres, 25 en tenien quatre i 43 en tenien cinc o més. 81 habitatges disposaven pel capbaix d'una plaça de pàrquing. A 32 habitatges hi havia un automòbil i a 42 n'hi havia dos o més.

### Piràmide de població
La piràmide de població per edats i sexe el 2009 era:
| Homes | Edats   | Dones |
| ----- | ------- | ----- |
| 0     | 95 o +  | 0     |
| 0     | 90 a 94 | 0     |
| 0     | 85 a 89 | 0     |
| 0     | 80 a 84 | 0     |
| 4     | 75 a 79 | 8     |
| 0     | 70 a 74 | 8     |
| 4     | 65 a 69 | 8     |
| 8     | 60 a 64 | 0     |
| 8     | 55 a 59 | 0     |
| 0     | 50 a 54 | 8     |
| 4     | 45 a 49 | 0     |
| 4     | 40 a 44 | 0     |
| 0     | 35 a 39 | 8     |
| 20    | 30 a 34 | 20    |
| 12    | 25 a 29 | 8     |
| 4     | 20 a 24 | 4     |
| 4     | 15 a 19 | 0     |
| 12    | 10 a 14 | 4     |
| 24    | 5 a 9   | 20    |
| 4     | 0 a 4   | 8     |

## Economia

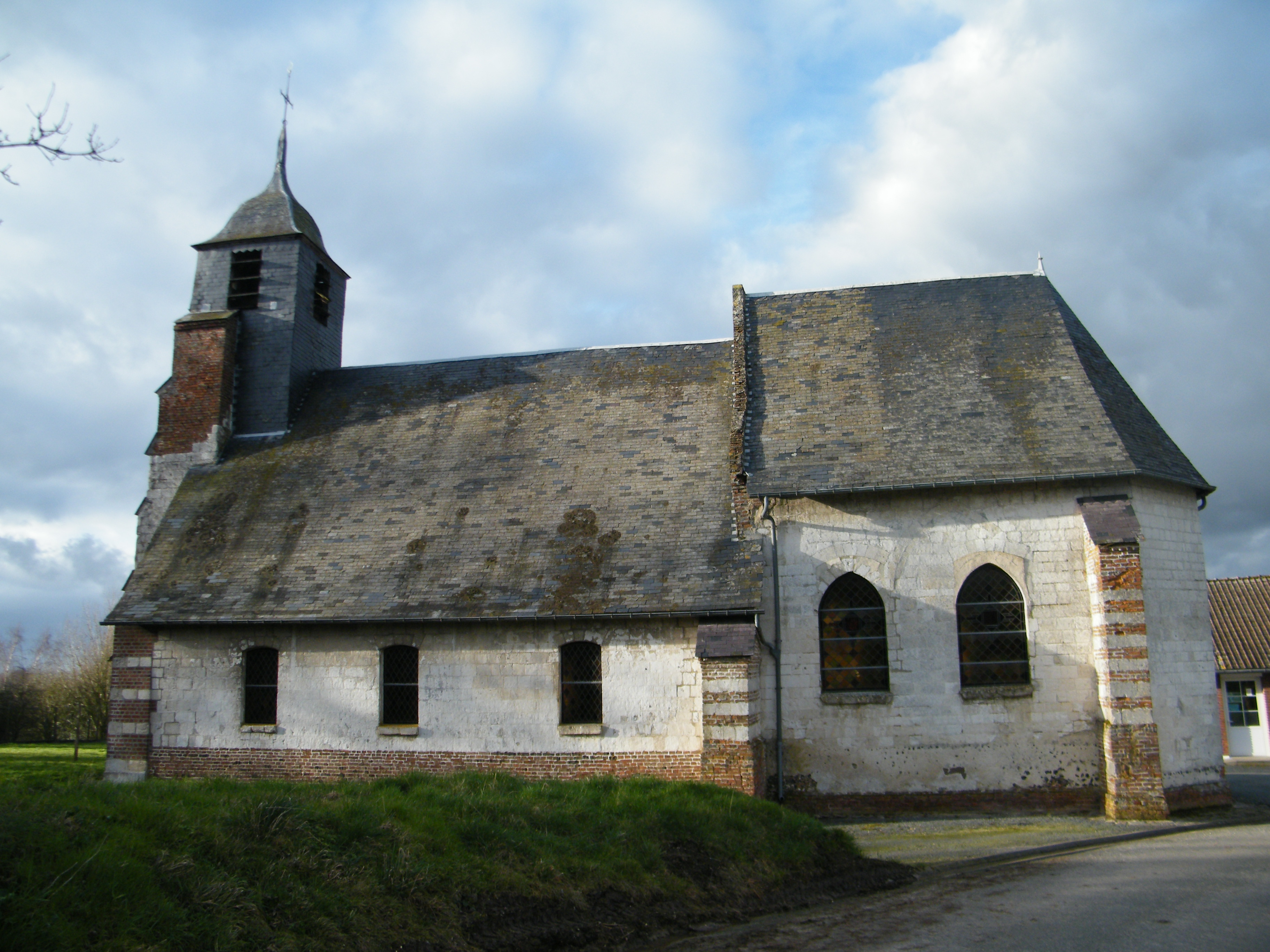
Església

El 2007 la població en edat de treballar era de 142 persones, 109 eren actives i 33 eren inactives. De les 109 persones actives 96 estaven ocupades (52 homes i 44 dones) i 13 estaven aturades (2 homes i 11 dones). De les 33 persones inactives 8 estaven jubilades, 9 estaven estudiant i 16 estaven classificades com a «altres inactius».

### Ingressos
El 2009 a Coulonvillers hi havia 83 unitats fiscals que integraven 241,5 persones, la mediana anual d'ingressos fiscals per persona era de 13.741 €.

### Activitats econòmiques
Dels 8 establiments que hi havia el 2007, 1 era d'una empresa extractiva, 1 d'una empresa de fabricació d'altres productes industrials, 5 d'empreses de comerç i reparació d'automòbils i 1 d'una empresa de serveis.
L'únic servei als particulars que hi havia el 2009 era un taller de reparació d'automòbils i de material agrícola.
L'any 2000 a Coulonvillers hi havia 12 explotacions agrícoles que ocupaven un total de 664 hectàrees.

## Equipaments sanitaris i escolars

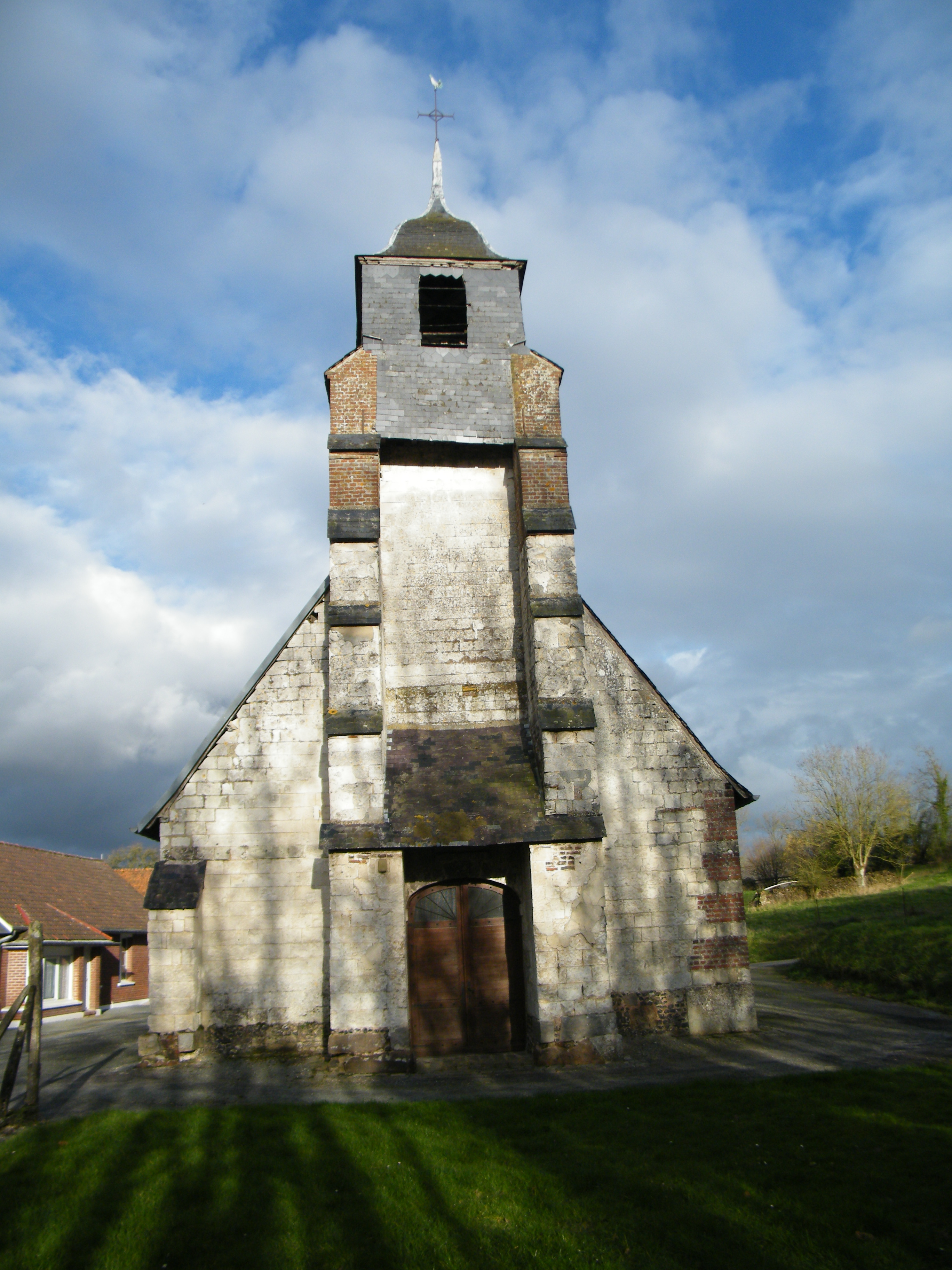
Campanar

El 2009 hi havia una escola elemental integrada dins d'un grup escolar amb les comunes properes formant una escola dispersa.

## Poblacions més properes
El següent diagrama mostra les poblacions més properes.